# Rhinacanthus virens
Espèce
Synonymes
- Leptostachya virens Nees,[2]
- Leptostachya virens Nees[1]
- Rhinacanthus dewevrei De Wild. & T.Durand[1]
- Rhinacanthus parviflorus T. Anderson Ex De[1]
- Rhinacanthus subcaudatus C.B.Clarke[1]
- Rhinacanthus virens (Nees) Milne-Redh. (Nees) Milne-Redh. (préféré par UICN)[2]

Statut de conservation UICN

 LC  : Préoccupation mineure
Rhinacanthus virens (Nees) Milne-Redh. est une espèce de plantes à fleurs de la famille des Acanthaceae et du genre Rhinacanthus, présente en Afrique tropicale.

## Description
C'est une herbe ou sous-arbuste pouvant atteindre 1,3 m de hauteur.

## Distribution
L'espèce est présente depuis la Guinée jusqu'en Ouganda et au nord-ouest de la Tanzanie.